# Purperruggaai
De purperruggaai (Cyanocorax beecheii) is een zangvogel uit de familie van de kraaien (Corvidae). Deze vogel is genoemd naar de Engelse marineofficier en geograaf Frederick Beechey.

## Verspreiding en leefgebied
Deze soort is endemisch in het noordwesten van Mexico.

## Status
De grootte van de populatie is in 2019 geschat op 20.000-50.000 volwassen vogels. Op de Rode lijst van de IUCN heeft deze soort de status niet bedreigd.